# Amphirhoë
Amphirhoë är ett släkte av skalbaggar. Amphirhoë ingår i familjen långhorningar.
Kladogram enligt Catalogue of Life:
| Amphirhoë | \| \| Amphirhoë decora \| \| \| \| \| \| Amphirhoë sloanei \| \| \| \| |
|           | \| \| Amphirhoë decora \| \| \| \| \| \| Amphirhoë sloanei \| \| \| \| |
|           | Amphirhoë decora                                                       |
|           |                                                                        |
|           | Amphirhoë sloanei                                                      |
|           |                                                                        |